# Liste der Monuments historiques in Saint-Léopardin-d’Augy
Die Liste der Monuments historiques in Saint-Léopardin-d’Augy führt die Monuments historiques in der französischen Gemeinde Saint-Léopardin-d’Augy auf.

## Liste der Bauwerke
| Bezeichnung               | Beschreibung                                               | Standort                     | Kennzeichnung | Schutzstatus | Datum | Bild |
| ------------------------- | ---------------------------------------------------------- | ---------------------------- | ------------- | ------------ | ----- | ---- |
| Ehemalige Kirche von Augy | romanisches Portal, 12. Jahrhundert, jetzt Friedhofsportal | Le Bourg, bei Nr. 721 (Lage) | PA00093277    | Classé       | 1961  |      |

## Liste der Objekte
| Bezeichnung                   | Beschreibung                                       | Standort                       | Kennzeichnung | Schutzstatus | Datum | Bild |
| ----------------------------- | -------------------------------------------------- | ------------------------------ | ------------- | ------------ | ----- | ---- |
| Grabplatte für Joseph Sanson  | Stein, 17. Jahrhundert                             | Saint-Léo, im Priorat (Lage)   | PM03000446    | Classé       | 1924  |      |
| Grabplatte für Marius Desmuis | Stein, um 1611                                     | Saint-Léo, im Priorat (Lage)   | PM03000445    | Classé       | 1924  |      |
| Skulptur Madonna mit Kind     | Stein, 17. Jahrhundert (Fotos in der Base Palissy) | in der Kirche St-Martin (Lage) | PM03000447    | Inscrit      | 1938  |      |